# Froschturm

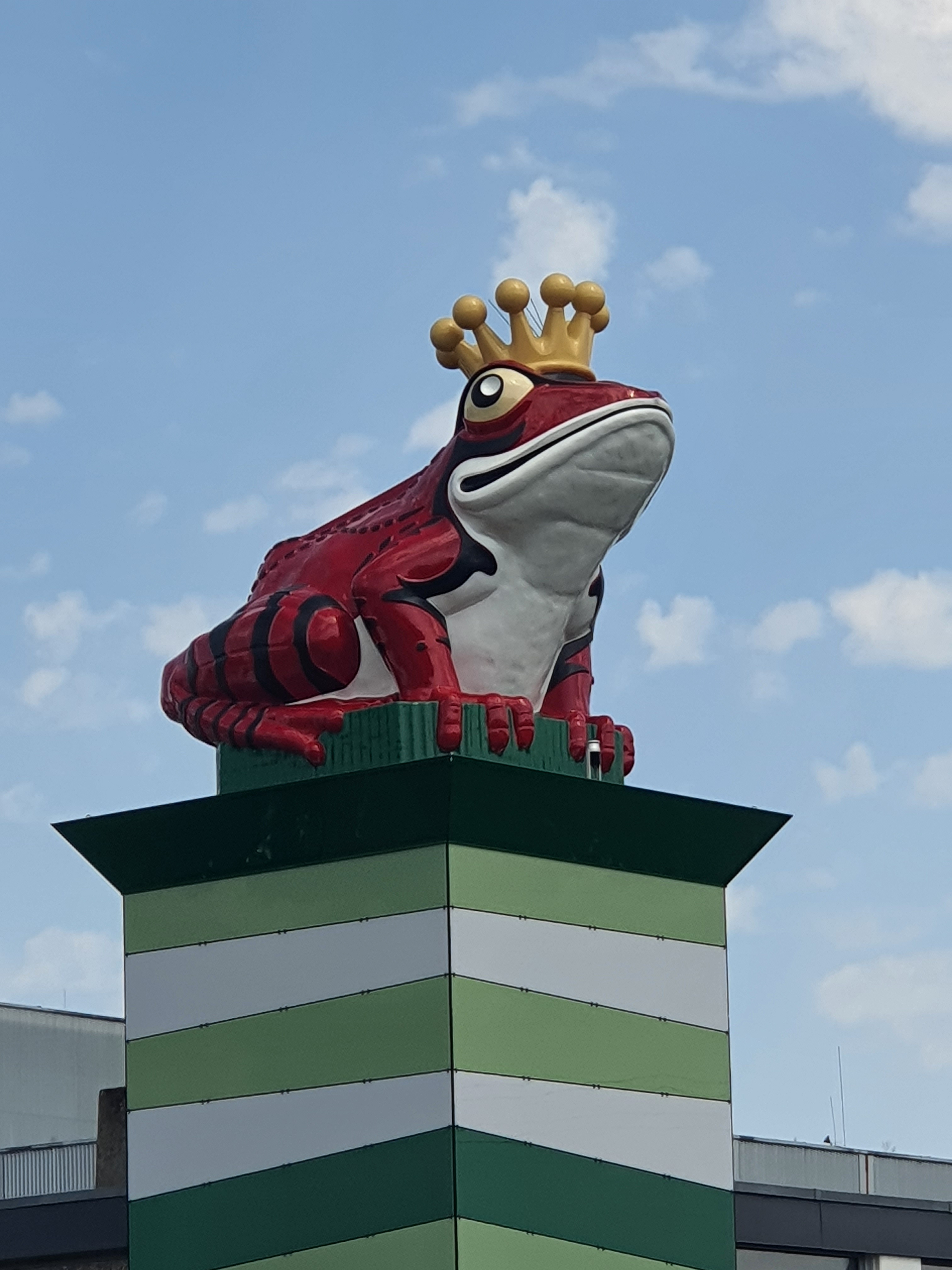
Erdalfrosch/Froschturm Rheinallee Mainz Juli 2024

Der Froschturm ist ein mehrere Meter hoher Turm mit abschließender, obenauf sitzender Figur eines roten Froschkönigs auf dem Werksgelände der Firma Werner & Mertz in Mainz. Der rote goldgekrönte Frosch ist das Markenzeichen des bekanntesten Produkts  der Firma Werner & Mertz, der Schuhcreme Erdal. Die Figur des Froschkönigs ist das offizielle Firmenlogo, auch hat sich der Name „Erdal“ als bekanntes Synonym für den eigentlichen Firmennamen etabliert.

## Geschichte
Ideen- und Namensgebend für den Froschturm war eine seit 1901 im Programm befindliche Schuhcreme der Marke Erdal. Sie wurde nach der Erthalstraße benannt, dem neuen Sitz der Firma seit 1901. Anfangs noch ohne Abbildung eines Frosches auf der Dose, wurde 1903 erst ein grüner Laubfrosch, ab 1919 ein roter Frosch mit goldener Krone (Froschkönig) abgebildet. Die Abbildung des Frosches als Froschkönig war eine Reminiszenz an das Märchen der Brüder Grimm. Als Amphibie ist der Frosch in der Regel gut vor Wasser geschützt und weist eine glänzende Haut auf.- Attribute, die man auch auf Erdalgepflegte Schuhe übertragen wollte. Die rote Farbe sollte als königliches Purpurrot verstanden werden, entsprechend des hohen Qualitätsniveaus des Produktes. Anfangs warb man auch mit dem Qualitätssiegel „Im Privatgebrauch an Fürstenhöfen“.
Die Schuhcreme wurde das erfolgreichste Produkt der Firma und war deutschlandweit bekannt. Nach einem Brand 1917, der das gesamte Firmengelände zerstörte, errichtete man 1918 auch erstmals den so genannten Froschturm, der das Markenbild des erfolgreichsten Produkts und das „Maskottchen“ der Firma prominent zeigte. Auf dem Firmengelände, nun auf der Ingelheimer Aue gelegen, schaute der Erdal-Frosch auf den Rhein und war dort von der Rheinschiffahrt, von Westen kommend Rheinaufwärts fahrend, gut zu sehen Der Froschturm überstand den Zweiten Weltkrieg so gut wie unbeschädigt. Bis 1959 zierte der Originalfrosch von 1919 den Turm. Dann wurde er durch eine Kunststofffigur, die von innen beleuchtet werden konnte, ersetzt. Diese war bis 2019 auf dem Originalturm zu sehen. Ende des Jahres wurde die Figur zu Restaurationszwecke abgenommen. Im Juni 2024 wurde ein neuer Froschturm, diesmal auf dem Firmengelände direkt an der Rheinallee, errichtet. Er trägt den der mittlerweile restaurierten Froschkönig von 1959.

## Konstruktion und Restaurierung
Die 1919 angefertigte Froschfigur wurde als massive Betonskulptur gearbeitet. Im Zuge neuer technischer Möglichkeiten und um die Attraktion des Werbemittels zu erhöhen, wurde die Betonfigur 1959 durch eine hohle Kunststoffkonstruktion aus Glasfaser-Polyester ersetzt. Im Inneren der Figur wurden Beleuchtungskörper eingebaut, so dass der rote Froschkönig nachts illuminiert werden konnte. Damit gehört die noch heute funktionierende monumentale Leuchtreklame zu den ältesten erhaltenen Werbeanlagen dieser Art in Europa.
Anfang Dezember 2019 wurde die Froschfigur von Angehörigen der Generaldirektion Kulturelles Erbe in Mainz vom Turm herabgeholt und in einer naheliegenden Lagerhalle verbracht. Dort befasste sich ein Expertenteam mit dem aktuellen Zustand und der Erforschung der Skulptur. Die Sanierung wurde wissenschaftlich von Friederike Waentig, Professorin für Restaurierungs- und Konservierungswissenschaft an der Technischen Hochschule Köln begleitet. Ein umfangreiches Sanierungskonzept wurde erarbeitet und umgesetzt: neben der Reinigung der Figur und Ausbesserung altersbedingter Fehlstellen wurde auch eine neue energiesparende Innenbeleuchtung eingesetzt. Die Figur wurde neu lackiert, wobei dies auf einer Zwischenschicht geschah, um die verbliebenen Reste der alten Farbe zu erhalten.

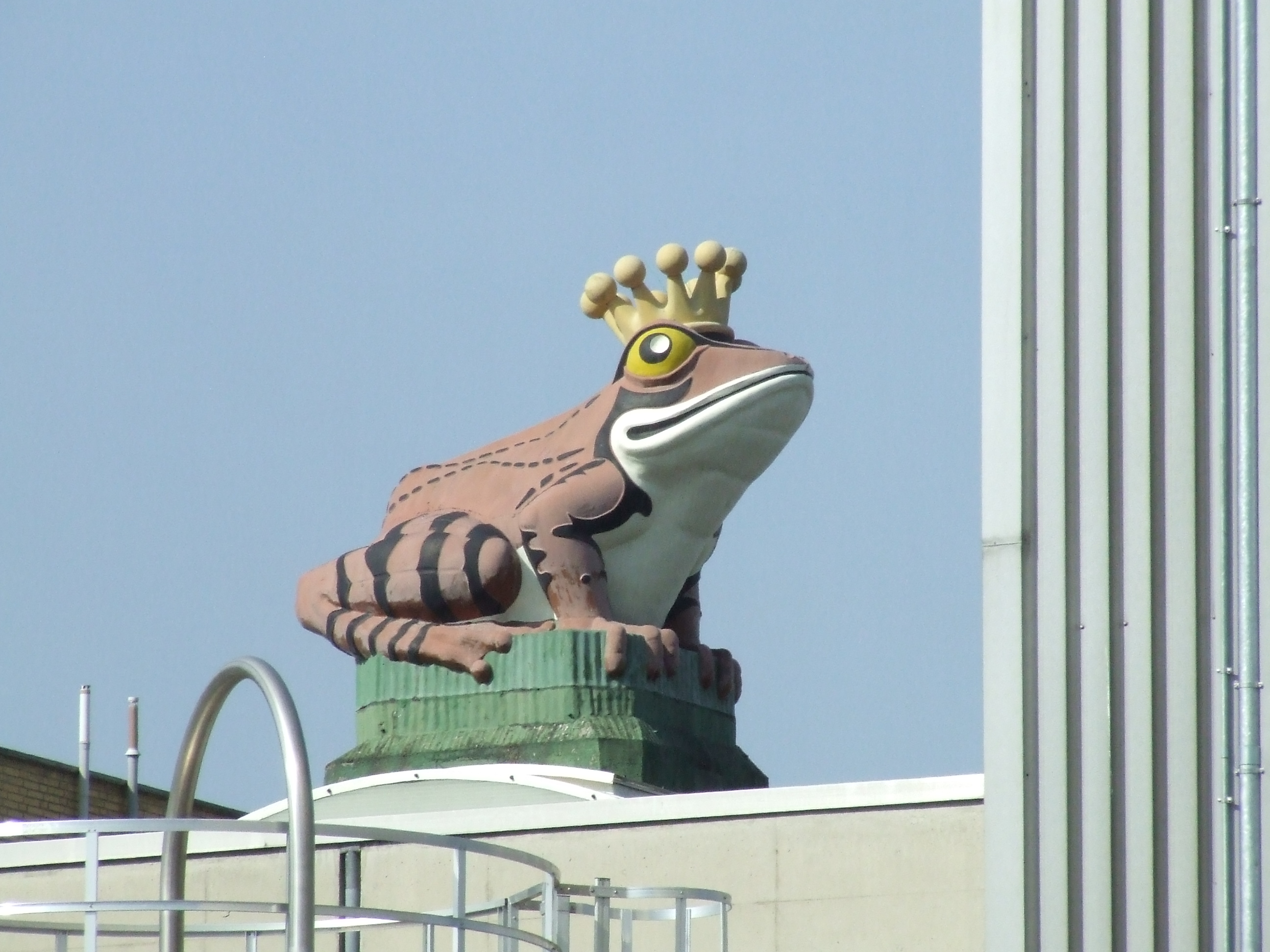
Der Frosch …
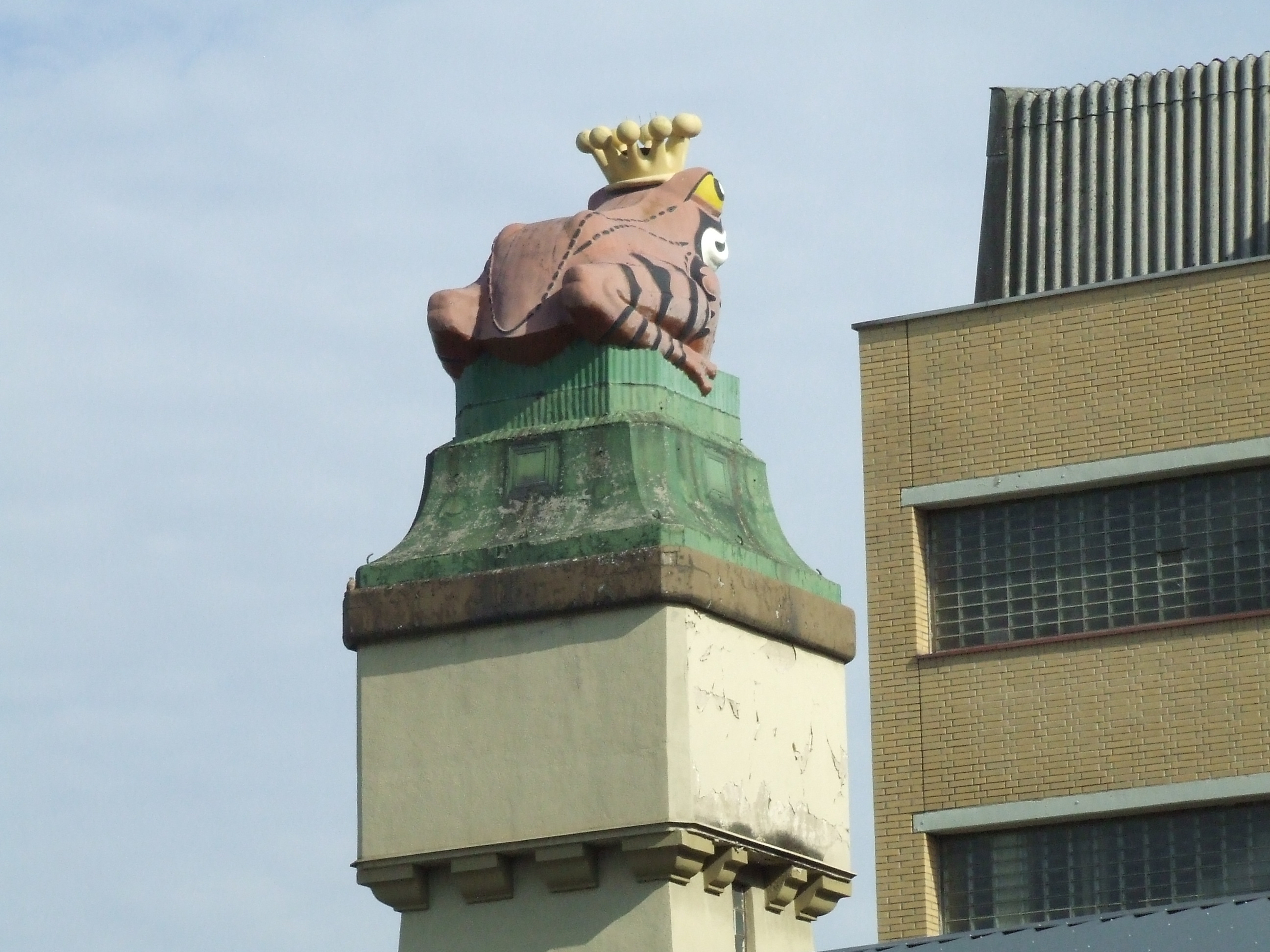
… von hinten …
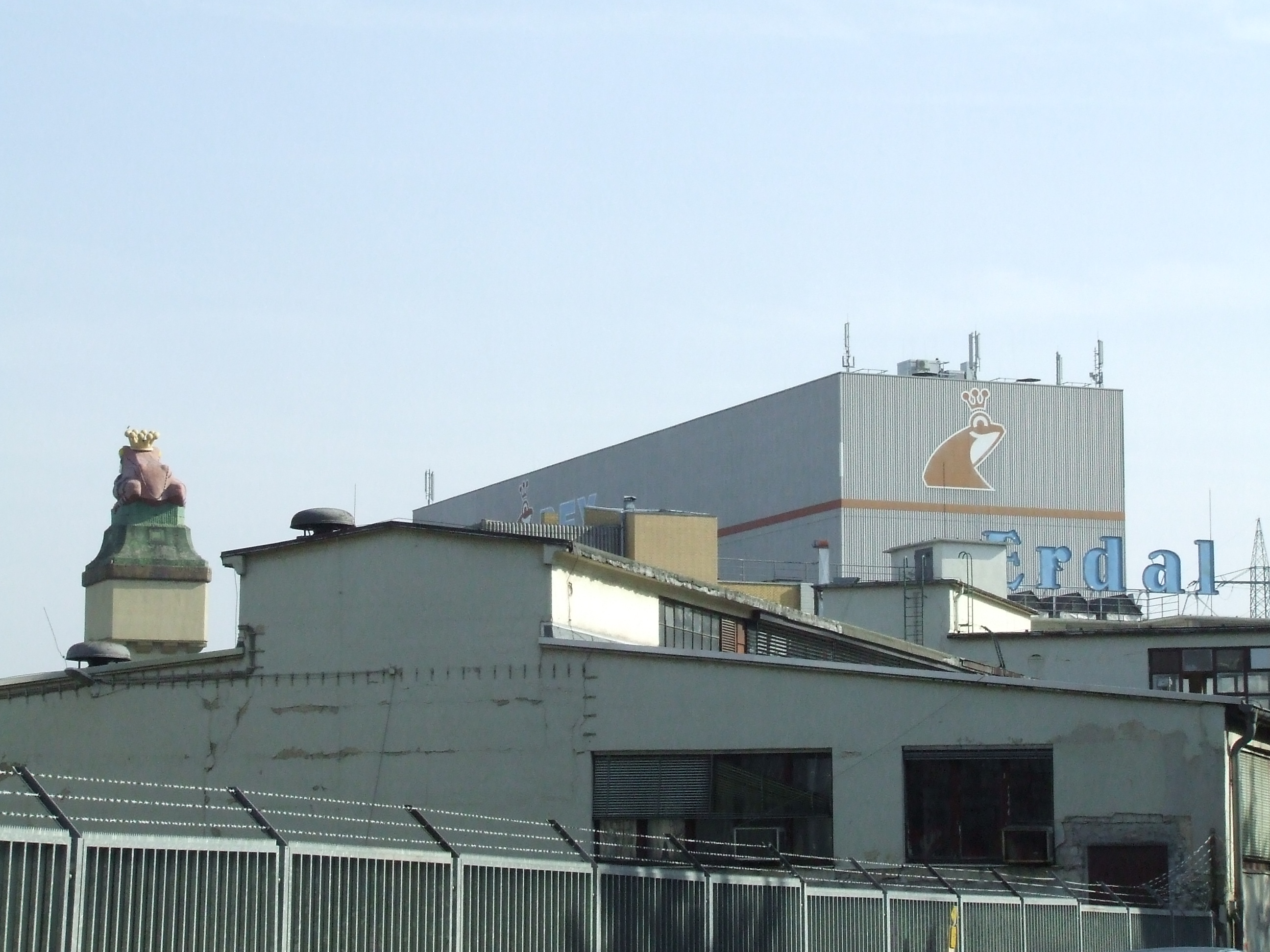
… und mit Hochregallager
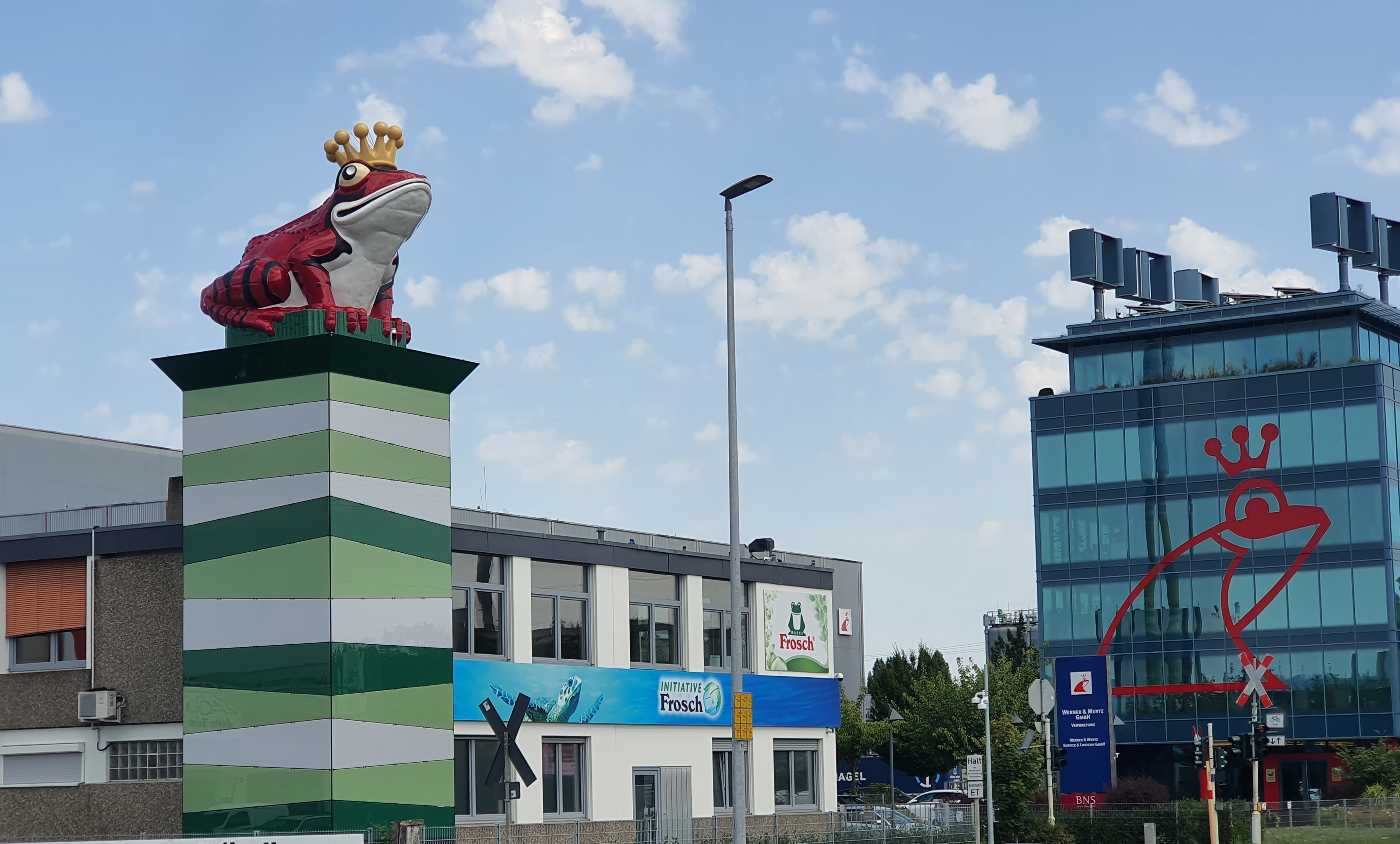
Renoviert und mit Gesellschaft